# Ancohuma
L'Ancohuma (aymara Janq'u Uma) è una delle montagne più alte della Bolivia. Si trova nella parte settentrionale della Cordigliera Real, nelle Ande, ad est del lago Titicaca.
Nonostante sia più alto del Illampu, questa montagna è più facile da scalare visto che la sua vetta è più addolcita e la salita è più facile. La prima scalata è stata fatta nel 1919 da Rudolf Dienst e Adolf Schulze.